# Gösta Lindhagen
Claes Gösta Lindhagen, född 4 mars 1928 i Stockholm, död 8 november 2018 i Ulricehamn, var en svensk väg- och vattenbyggnadsingenjör.
Lindhagen avlade studentexamen i Jönköping 1948, reservofficersexamen 1951, utexaminerades från Kungliga Tekniska högskolan 1955 samt blev teknologie licentiat 1964 och teknologie doktor 1968. Han var ingenjör vid vägförvaltningen i Södermanlands län 1955–1958, assistent vid Kungliga Tekniska högskolan 1958–1965, universitetslektor i kommunikationsteknik där 1965–1971, utredningschef i Byggforskningsrådets transportnämnd 1969–1972 och professor i trafikteknik vid Lunds tekniska högskola 1971–1993. Han var dekanus för väg- och vattenbyggnadssektionen 1978–1987 samt inspektor 1972–1977 och 1987–1991. Han blev överste i Väg- och vattenbyggnadskåren 1982. 
Lindhagen var styrelseledamot i Svenska arméns och flygvapnets reservofficersförbund 1962–1978, Reservofficerarnas centralförbund 1966–1980 (ordförande 1974–1980), Föreningen för inre vattenvägar 1972–1994 (sekreterare 1962–1972, ordförande 1980–1994), Svenska Väg- och 
Vattenbyggares Riksförbund 1972–1975 och svenska sektionen av Internationella föreningen för sjöfartskongresser 1977–1993 (ordförande 1988–1993). Han utförde utredningar för bland annat Kungliga Tekniska högskolan, Svenska byggnadsentreprenörföreningen, Universitets- och högskoleämbetet, Lunds tekniska högskola och Stockholms Hamn AB samt innehade även statliga utredningsuppdrag. Han författade skrifter i trafik- och transportfrågor samt invaldes som ledamot av Fysiografiska Sällskapet i Lund 1985.